# Bad Deutsch-Altenburg
Bad Deutsch-Altenburg (bis 9. April 1928 Deutsch-Altenburg) ist eine Marktgemeinde mit 1993 Einwohnern (Stand 1. Jänner 2025) im niederösterreichischen Bezirk Bruck an der Leitha.

## Geographie
Das Gemeindegebiet liegt am rechten Ufer der Donau südwestlich von Hainburg an der Donau am Pfaffenberg. Die Fläche beträgt 12,58 Quadratkilometer. Davon sind 78 Prozent landwirtschaftliche Nutzfläche, nur fünf Prozent sind bewaldet.

### Nachbargemeinden
| Petronell-Carnuntum |                                             | Hainburg an der Donau |
|                     | Kompassrose, die auf Nachbargemeinden zeigt | Hundsheim             |
| Rohrau              |                                             | Prellenkirchen        |

## Geschichte

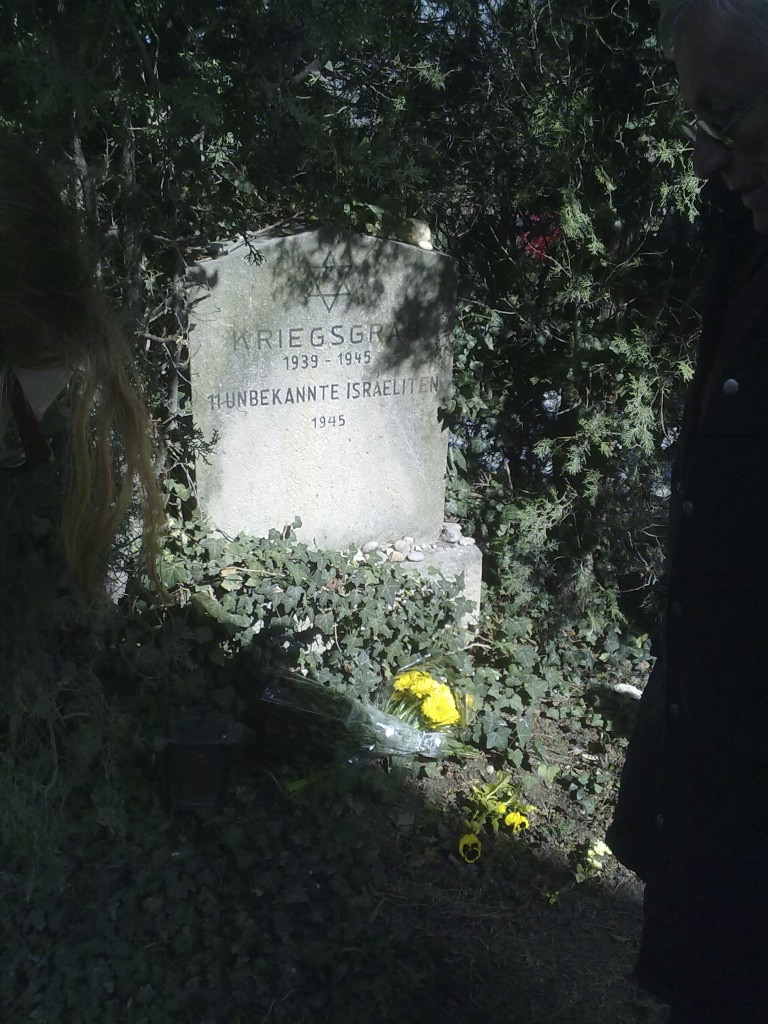
Massengrab ungarisch-jüdischer Zwangsarbeiter, die während des Todesmarsches ins KZ Mauthausen ermordet wurden, am Friedhof in Bad Deutsch-Altenburg.

Bei einem Steinbruch bei Bad Deutsch-Altenburg (Hollitzer-Steinbruch) wurden in Höhlen über 100 Reste von Bären gefunden. Zähne, Skelettreste (darunter ein Vorderbeinskelett) und ein Gehirnabdruck gaben Gelegenheit zu eingehenden wissenschaftlichen Vergleichsstudien, so über die Aufspaltung in Braunbären und Höhlenbären. In diesem Gebiet wurden auch Funde aus dem Altpaläolithikum gemacht, ca. 800.000 Jahre alte Geröllgeräte des Homo erectus (Archaeologia-Austriaca, Band 88 / 2004)
Vom 1. bis 5. Jahrhundert n. Chr. lag das Gemeindegebiet von Bad Deutsch-Altenburg im Bereich des römischen Legionslagers und der zivilen Stadt Carnuntum. Diese war zeitweise Hauptstadt der römischen Provinz Pannonien. Sie verfiel schrittweise nach einem schweren Erdbeben.
Der 1297 erstmals urkundlich erwähnte Ort entstand um eine Burg aus dem 11. Jahrhundert; 1579 erhielt er das Marktrecht. Der Namenszusatz „Deutsch“ dient zur Differenzierung vom westungarischen Ort Mosonmagyaróvár (Ungarisch-Altenburg).
Die Burg war durch Heimo, den Mundschenk von Arnulf von Kärnten, in dessen Auftrag errichtet und nach dem Bauherrn Heimenburg benannt worden. 1042 wurde sie von Heinrich III. zerstört. Der Chronist Hermann von Reichenau nannte damals die „Heimenburg (Hainburg) und Brezesburg (Pressburg) sehr volkreiche Städte“. Heinrich III. verfügte jedoch um 1050 auf dem Nürnberger Kongress, die Heimenburg wieder aufzubauen, jedoch diesmal auf dem Schlossberg im heutigen Hainburg an der Donau.
Von 1915 bis in die 1980er-Jahre befand sich in (Bad) Deutsch-Altenburg eine große Funkstation für kommerziellen Funk, siehe Funkstation Deutsch-Altenburg.
Mit der Sommersaison 1928 wurde nach neun Jahren die Personenhaltestelle an der Donau wieder eröffnet, und Bad Deutsch-Altenburg konnte von der gegenüber der Wiener Urania gelegenen Ablegestelle mit dem Dampfer in eineinhalb Stunden erreicht werden.

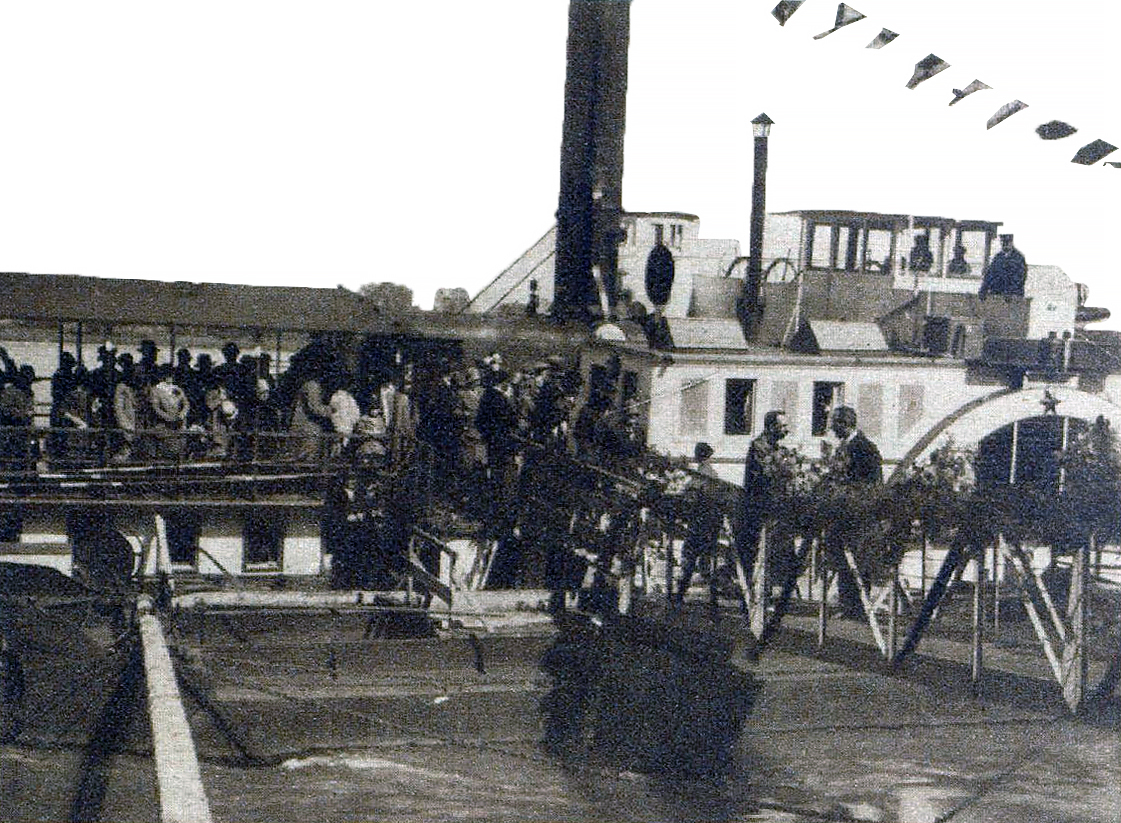
Feierliche Wiedereröffnung des Landungsstegs an der Donau (1928)

Am 20. Oktober 1929 wurde die Inbetriebnahme der neuen, zweiten Wasserleitung mit einem Festakt gewürdigt. Laut Adressbuch von Österreich waren im Jahr 1938 in der Ortsgemeinde Bad Deutsch-Altenburg drei Ärzte, ein Limonadenverkäufer, zwei Verkehrsunternehmer, zwei Bäcker, zwei Brennstoffhändler, zwei Elektrotechniker, drei Fleischer, zwei Friseure, ein Fuhrwerker, acht Gastwirte, sechs Gemischtwarenhändler, eine Hebamme, ein Installateur, eine Modewarenmanufaktur, ein Maurermeister, vier Obst- und Gemüsehändler, ein Sattler, ein Schlosser, ein Schmied, vier Schneider und eine Schneiderin, sieben Schuster, eine Stechviehhändler, ein Tischler, drei Versicherungsmakler, zwei Wagner, zwei Zahntechniker, zwei Zuckerwarenhändler und mehrere Landwirte ansässig. Weiters gab es im Ort die von Rudolf Ludwigstorff betriebene Badeanstalt, daneben ein Kaffeehaus, ein Kino, die Milchgenossenschaft, eine Mühle und einen Steinbruch.
Ab Oktober 1944 wurden ungarische Juden zu Schanzarbeiten am „Südostwall“ in den Bauabschnitten Engerau (heute Bratislava) und Bruck an der Leitha eingesetzt. Ende März 1945 erfolgte die Evakuierung der ungarisch-jüdischen Zwangsarbeiter auf Todesmärschen über Bad Deutsch-Altenburg, wo sie auf Schleppkähne in Richtung KZ Mauthausen verladen wurden. Während dieser Märsche gab es zahlreiche Tote, da die Wachmannschaften erschöpfte Juden erschossen. Am Friedhof von Bad Deutsch-Altenburg zeugt noch heute ein Gedenkstein von einem jüdischen Massengrab.
Mit 1. Jänner 1972 erfolgte die Umbenennung der Gemeinde von Bad Deutsch Altenburg auf Bad Deutsch-Altenburg.
Im April 2010 wurde der FPÖ/BZÖ-Politiker Ernest Windholz mit den Stimmen der SPÖ im Gemeinderat zum neuen Bürgermeister gewählt (im Amt bis 2013). Bekannt wurde der Politiker im Jahr 2000 durch die Zitierung des SS-Leitspruchs „Unsere Ehre heißt Treue“.
Am 8. August 2013 wurde in der Gemeinde mit 40,5 Grad Celsius die höchste bis dahin in Österreich gemessene Temperatur erreicht.

### Bevölkerungsentwicklung
Die Zunahme der Einwohnerzahl seit 1981 beruht auf einer starken Zuwanderung. Die Geburtenbilanz ist ausgeglichen.
| Bad Deutsch-Altenburg: Einwohnerzahlen von 1869 bis 2025 | Bad Deutsch-Altenburg: Einwohnerzahlen von 1869 bis 2025 | Bad Deutsch-Altenburg: Einwohnerzahlen von 1869 bis 2025 | Bad Deutsch-Altenburg: Einwohnerzahlen von 1869 bis 2025 | Bad Deutsch-Altenburg: Einwohnerzahlen von 1869 bis 2025 |
| -------------------------------------------------------- | -------------------------------------------------------- | -------------------------------------------------------- | -------------------------------------------------------- | -------------------------------------------------------- |
| Jahr                                                     |                                                          |                                                          |                                                          | Einwohner                                                |
| 1869                                                     | 1869                                                     |                                                          | 833                                                      | 833                                                      |
| 1880                                                     | 1880                                                     |                                                          | 965                                                      | 965                                                      |
| 1890                                                     | 1890                                                     |                                                          | 1.252                                                    | 1.252                                                    |
| 1900                                                     | 1900                                                     |                                                          | 1.161                                                    | 1.161                                                    |
| 1910                                                     | 1910                                                     |                                                          | 1.231                                                    | 1.231                                                    |
| 1923                                                     | 1923                                                     |                                                          | 1.313                                                    | 1.313                                                    |
| 1934                                                     | 1934                                                     |                                                          | 1.453                                                    | 1.453                                                    |
| 1939                                                     | 1939                                                     |                                                          | 1.452                                                    | 1.452                                                    |
| 1951                                                     | 1951                                                     |                                                          | 1.491                                                    | 1.491                                                    |
| 1961                                                     | 1961                                                     |                                                          | 1.357                                                    | 1.357                                                    |
| 1971                                                     | 1971                                                     |                                                          | 1.276                                                    | 1.276                                                    |
| 1981                                                     | 1981                                                     |                                                          | 1.243                                                    | 1.243                                                    |
| 1991                                                     | 1991                                                     |                                                          | 1.275                                                    | 1.275                                                    |
| 2001                                                     | 2001                                                     |                                                          | 1.375                                                    | 1.375                                                    |
| 2011                                                     | 2011                                                     |                                                          | 1.433                                                    | 1.433                                                    |
| 2021                                                     | 2021                                                     |                                                          | 1.954                                                    | 1.954                                                    |
| 2025                                                     | 2025                                                     |                                                          | 1.993                                                    | 1.993                                                    |
| Quelle(n): Statistik Austria, Gebietsstand 1.1.2021      |                                                          |                                                          |                                                          |                                                          |

## Kultur und Sehenswürdigkeiten

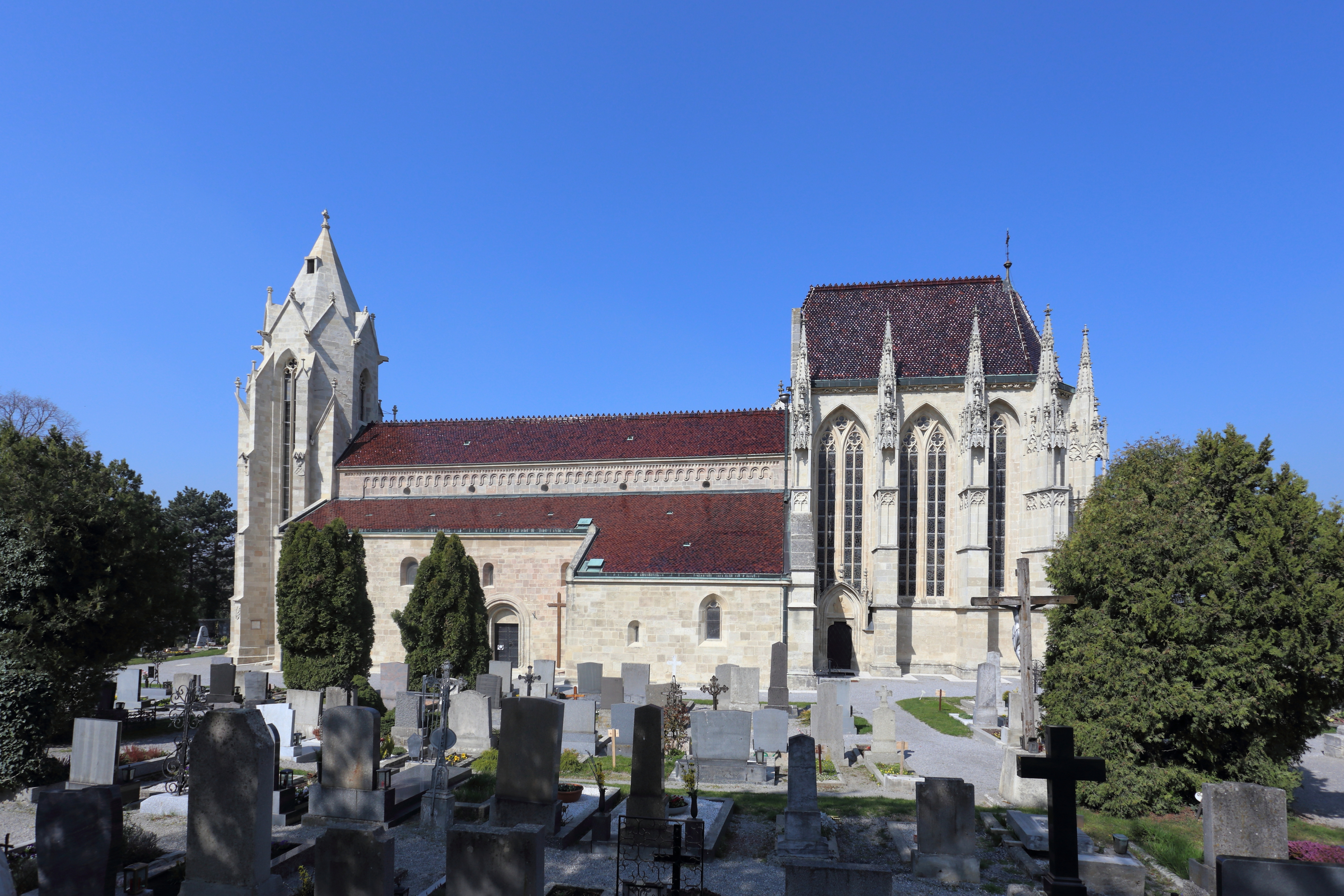
Pfarrkirche Bad Deutsch-Altenburg

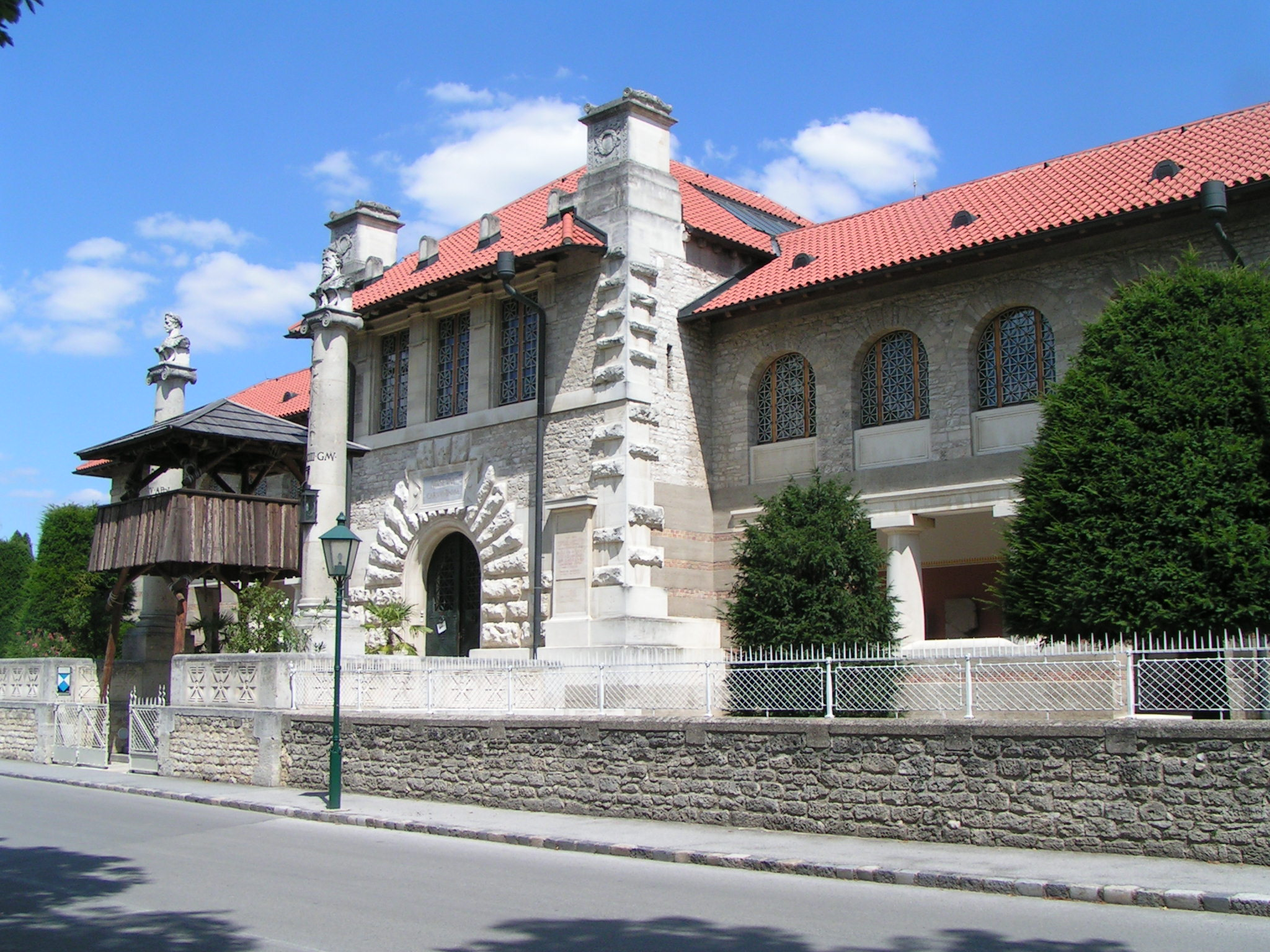
Museum Carnuntinum

- Schloss Deutsch-Altenburg aus dem 17. Jahrhundert
- Katholische Pfarrkirche Bad Deutsch-Altenburg Mariä Himmelfahrt
- Karner Bad Deutsch-Altenburg
- Carnuntum Militärlager und Carnuntum Zivilstadt
- Museum Carnuntinum mit Funden aus Carnuntum, 1904 von Kaiser Franz Joseph eröffnet, es ist das größte Römermuseum Österreichs, in dem die wertvollen Funde aus der antiken Provinzhauptstadt Carnuntum gezeigt werden.

## Wirtschaft und Infrastruktur

### Verkehr
Bad Deutsch-Altenburg liegt an der Pressburger Straße (B9). Direkt hinter der Stadtgrenze auf Hainburger Gemarkung zweigt die Bernstein Straße (B 49) ab, die über die Andreas-Maurer-Brücke an das nördliche Donauufer führt.
Die Pressburger Bahn besitzt einen Halt in der Stadt, der von Regionalzügen sowie Zügen der Linie S7 der S-Bahn Wien angefahren wird.
Durch Bad Deutsch-Altenburg führen weiters der Zentralalpenweg und der Niederösterreichische Landesrundwanderweg, der Ostösterreichische Grenzlandweg berührt den Ort im Norden.

### Öffentliche Einrichtungen
In der Gemeinde befindet sich ein Kindergarten und eine Volksschule.

### Kurort
Die Thermalquelle ist eine der stärksten Iod-Schwefel-Quellen in Mitteleuropa.
Das Kurzentrum Ludwigstorff (nach dem damaligen Grundbesitzer genannt), auch Therme Carnuntum genannt, ist ein Thermen- und Kurkomplex.

## Politik

### Gemeinderat
Der Gemeinderat hat 19 Mitglieder.
- Mit den Gemeinderatswahlen in Niederösterreich 1990 hatte der Gemeinderat folgende Verteilung: 13 Liste ?, und 6 ÖVP.
- Mit den Gemeinderatswahlen in Niederösterreich 1995 hatte der Gemeinderat folgende Verteilung: 9 SPÖ, 6 FPÖ, und 4 ÖVP.[18]
- Mit den Gemeinderatswahlen in Niederösterreich 2000 hatte der Gemeinderat folgende Verteilung: 8 SPÖ, 7 FPÖ, und 4 ÖVP.[19]
- Mit den Gemeinderatswahlen in Niederösterreich 2005 hatte der Gemeinderat folgende Verteilung: 10 SPÖ, 5 Liste Windholz, 4 ÖVP.[20]
- Mit den Gemeinderatswahlen in Niederösterreich 2010 hatte der Gemeinderat folgende Verteilung: 7 SPÖ, 5 ÖVP, 5 ERNEST, 2 WIR, und 1 FPÖ.[21]
- Mit den Gemeinderatswahlen in Niederösterreich 2015 hatte der Gemeinderat folgende Verteilung: 7 ERNEST, 5 ÖVP, 4 SPÖ, 2 WIR, und 1 FPÖ.[22]
- Mit den Gemeinderatswahlen in Niederösterreich 2020 hatte der Gemeinderat folgende Verteilung: 2 Team A, 6 ÖVP, 8 SPÖ, 1 WIR, und 2 FPÖ.[23]
- Mit den Gemeinderatswahlen in Niederösterreich 2025 hat der Gemeinderat folgende Verteilung: 8 SPÖ, 6 ÖVP, 3 Liste Altenburg (LISTEA) und 2 FPÖ.[24]

### Bürgermeister
- 1908–1919 Leopold Eder (1852–1930)
- bis 2010 Josef Gittel (SPÖ)
- 2010–2013 Ernest Windholz (FPÖ/BZÖ)
- 2013–2014 Natascha Perger (SPÖ)
- 2014–2015 Robert Strasser (SPÖ)
- 2015–2017 Hans Wallowitsch (SPÖ)
- 2017–2020 Franz Pennauer (ÖVP)
- 2020–2023 Hans Wallowitsch (SPÖ)
- seit 2023 Petra Wagener (SPÖ)[25]

## Persönlichkeiten
- Anton Durcovici (1888–1951), römisch-katholischer Geistlicher
- Leopold Eder (1852–1930), von 1908 bis 1919 Bürgermeister von Deutsch-Altenburg[26]
- Thomas Helbich (* 1963), Arzt (Radiologe), Universitätsprofessor
- Carl Leopold Hollitzer (1874–1942), Karikaturist, Sänger und Kabarettist
- Anton Graf Ludwigstorff (1845–1929), Gutsherr, Besitzer des Jod-Schwefel-Bades
- Gustav Raab (1938–2006), Bankmanager
- Hannes Swoboda (* 1946), Politiker
- Peter Swoboda (1937–2006), Wirtschaftswissenschaftler
- Ernest Windholz (* 1960), Politiker
- Walter Krems (1919–2004), Buchautor, Fotograf, Künstler
- Hartmut Frick (* 1944), ärztlicher Leiter Krankenhaus Reutte/Tirol

## Literatur

Deutsch Altenburg und die Hundsheimer Berge um 1873 (Aufnahmeblatt der Landesaufnahme)